# Solote Pole
Solote Pole (ukrainisch Золоте Поле; russisch Золотое Поле / Solotoje Pole, krimtatarisch Caylav Saray; deutsch früher Zürichthal) ist ein Dorf nahe der Siedlung städtischen Typs Kirowske im Rajon Kirowske in der Autonomen Republik Krim, Ukraine. Solote Pole liegt zwischen Simferopol und Feodossija und bildet zusammen mit dem Nachbardorf Widrodschennja (Відродження) eine Landratsgemeinde.

## Namensdeutung/-gebung

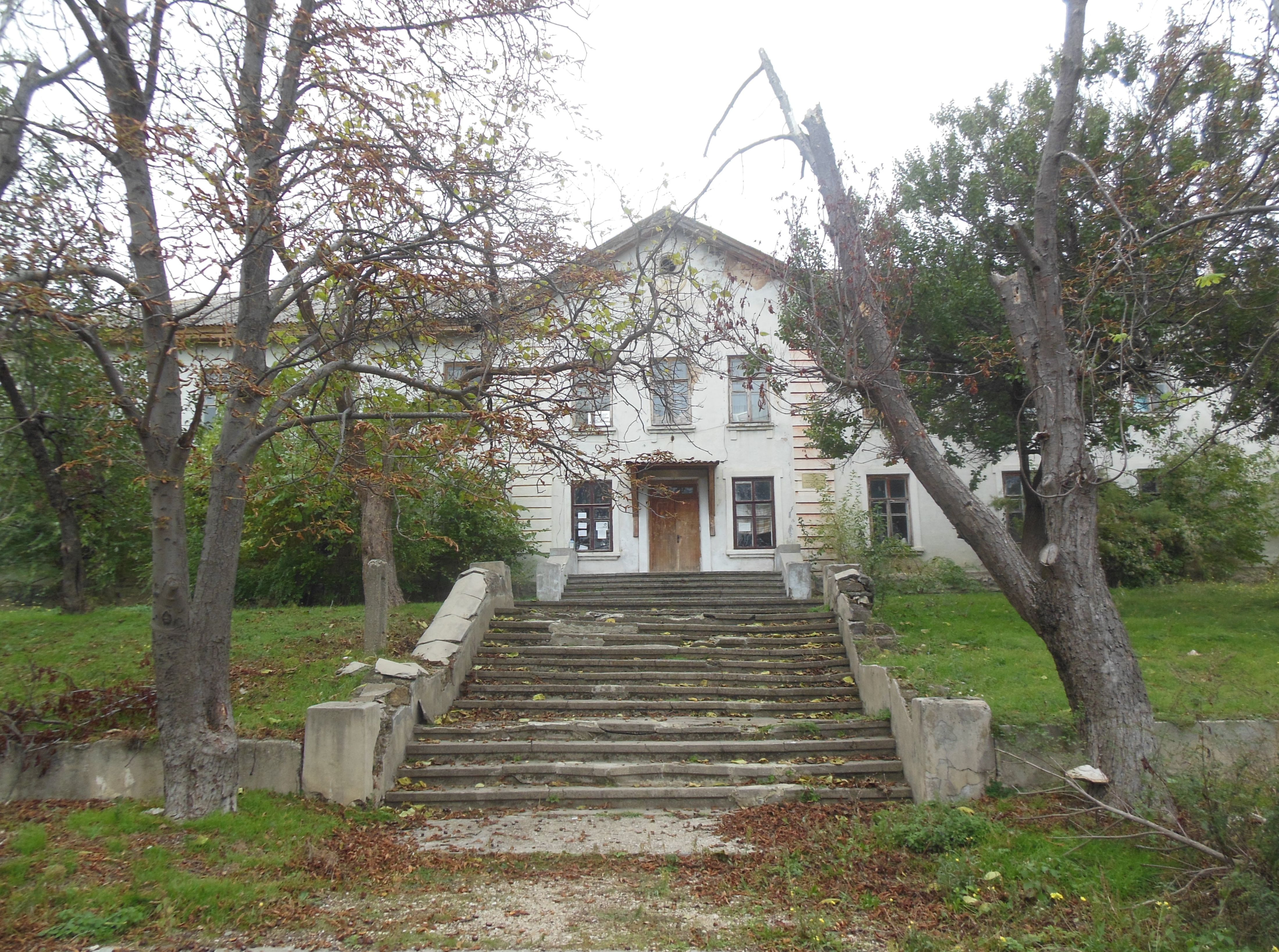
Gebäude im Ort

Der ukrainische und russische Namen des Dorfes bedeutet Goldfeld. Seinen deutschen Namen Zürichthal (Цюрихталь) erhielt es im Jahre 1805 von Schweizer Kolonisten, die das früher von Krimtataren bewohnte Dorf Dschajlaw Ssaraj (krimtatarisch Caylav Saray) besiedelten. 

## Geographie
Ortslage
Solote Pole liegt im Südosten der Halbinsel Krim, 15 km nordwestlich von Staryj Krym zwischen Simferopol und Feodossija.
Nachbargemeinden
Solote Pole grenzt an folgende Städte und Gemeinden (im Uhrzeigersinn, beginnend im Norden):

Kirowske, Feodossija, Sudak und Bilohirsk.

## Geschichte

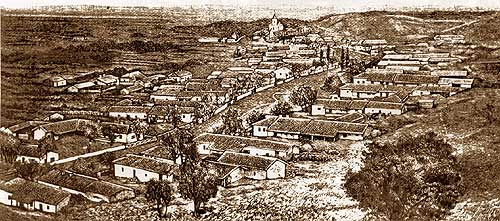
Zürichtal, Anfang des 20. Jahrhunderts

Zürichtal wurde zum Osterfest des Jahres 1805 von 228 Schweizer Kolonisten gegründet und war die größte Schweizer Kolonie auf der kurz zuvor von Russland annektierten ehemaligen krimtatarischen Halbinsel Krim. 1804 war die Ankunft der Kolonisten auf der Krim erfolgt. Im Jahr 1820 wurde eine erste einfache Kirche gebaut. 1860 erfolgte die Eröffnung der großen Kirche. 1941 kam es zur Deportation der Bewohner durch Stalin. 1990 erfolgte die Restauration der Kirche und 2005 die Eröffnung des Zürichtal-Museums.

## Bevölkerung
| Jahr | Einwohner |
| ---- | --------- |
| 1805 | 0228      |
| 1918 | 0590      |
| 1926 | 0738      |
| 2005 | 3500      |

Sprache
In Zürichtal entstand im Laufe der Jahre eine schwäbisch-schweizerdeutsche Mischmundart. Schon ab der zweiten Generation sprachen die Bewohner zusätzlich Russisch und Krimtatarisch.
Religion
Die Schweizer Kolonisten waren mehrheitlich Reformierte, vereinigten sich aber im Laufe der Jahre mit schwäbischen Lutheranern.

## Kultur und Sehenswürdigkeiten
Museen
- Am 17. September 2005 wurde das Zürichtal-Museum in Solote Pole unter anderem vom heutigen Schweizer Botschafter in der Ukraine eröffnet. Es dokumentiert die über 200-jährige Geschichte Zürichtals.

Kirchen
- ehemalige reformierte Dorfkirche am Dorfeingang; heute orthodoxes Gotteshaus.